# Seebohms tapuit
Seebohms tapuit (Oenanthe seebohmi) is een zangvogel uit de onderfamilie Saxicolinae en behoort tot de familie Muscicapidae (Vliegenvangers). De vogel werd in 1882 door de Engelse ornitholoog Charles Dixon geldig als soort met de naam Saxicola seebohmi beschreven. Die naam is een eerbetoon aan zijn collega-ornitholoog Henry Seebohm.

## Kenmerken
De vogel is 14 tot 16 cm lang. Deze soort werd lang als ondersoort van de (gewone) tapuit opgevat en lijkt daarom ook sterk op deze tapuit. Het verschil is dat het mannetje een geheel zwart "gezicht" heeft en veel lichter is op buik en borst.

## Verspreiding en leefgebied
De vogel broedt in het noordwesten van Noord-Afrika op de hellingen van het Atlasgebergte tussen de 1300 en 2350 meter boven zeeniveau. In de winter verblijft de vogel in West-Afrika, onder andere in Mauretanië. De vogel staat als niet bedreigd op de Rode Lijst van de IUCN.